# Diadora-Pasta Zara/Saison 2012
Dieser Artikel listet den Kader und die Erfolge des Radsportteams Diadora-Pasta Zara in der Saison 2012 auf.

## Team
| Fahrerin            | Geburtstag | Nationalität       |
| ------------------- | ---------- | ------------------ |
| Alona Andruk        | 11.06.1987 | Ukraine            |
| Polona Batagelj     | 07.06.1989 | Slowenien          |
| Giada Borgato       | 15.06.1989 | Italien            |
| Giorgia Bronzini    | 03.08.1983 | Italien            |
| Rossella Callovi    | 05.04.1991 | Italien            |
| Inga Čilvinaitė     | 14.02.1986 | Litauen            |
| Alessandra D’Ettore | 14.02.1986 | Italien            |
| Giulia Donato       | 26.09.1992 | Italien            |
| Edita Janeliūnaitė  | 16.12.1988 | Litauen            |
| Amber Pierce        | 25.03.1981 | Vereinigte Staaten |
| Agnė Šilinytė       | 12.04.1991 | Litauen            |
| Francesca Stefani   | 25.01.1991 | Italien            |
| Alice Tagliapietra  | 08.03.1993 | Italien            |

## Erfolge
- Italienische Meisterschaft Straßenrennen: Giada Borgato

## Ranglisten
| Rangliste                   | Platz | Beste Fahrerin         |
| --------------------------- | ----- | ---------------------- |
| Rad-Weltcup der Frauen 2012 | 18.   | Giorgia Bronzini (23.) |
| Weltrangliste               | 10.   | Giorgia Bronzini (11.) |